# Església de Sant Joan Baptista de Valls
L'Església de Sant Joan Baptista de Valls està ubicada en el lloc que abans ocupava la parròquia de Sant Joan la Major. El seu campanar té més de setanta metres d'alçada.

## Edifici
És un edifici d'una sola nau, de vuit trams amb set capelles a cada costat. Amida 63 m de llarg, 16 m d'ample i 74 m d'alçada. La planta és rectangular amb un absis poligonal. Els pilars, invisibles degut a les parets de les capelles laterals, i traduïts a l'exterior pels contraforts, sostenen una volta de creueria amb claus centrals historiades. El cor és als peus, al primer tram sostingut per volta de creueria. El conjunt de vidrieres gòtiques està format per cinc grans obertures a l'absis, un rosetó al mur de la façana i quatre petites finestres a la part superior de cadascun dels murs laterals. La façana principal és llisa i amb obertures pel rosetó.

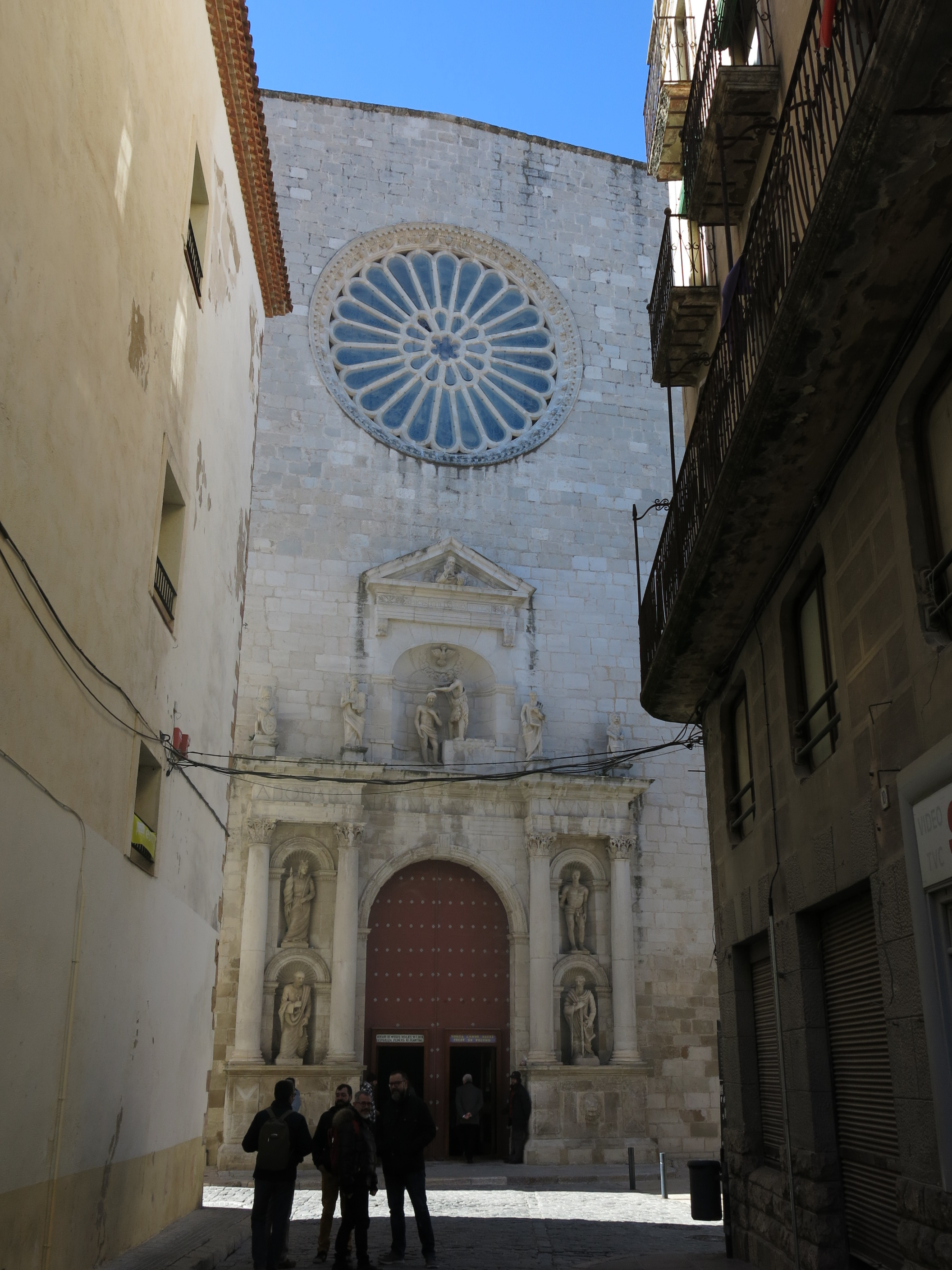
Rosassa i portal principal, des de la plaça del Blat

Aquesta rosassa presenta una estructura arquitectònica de composició radial, amb òcul central polilobulat i dos cercles concèntrics dividits en dotze i vint-i-quatre parts respectivament. Al centre hi ha l'escut de Valls.

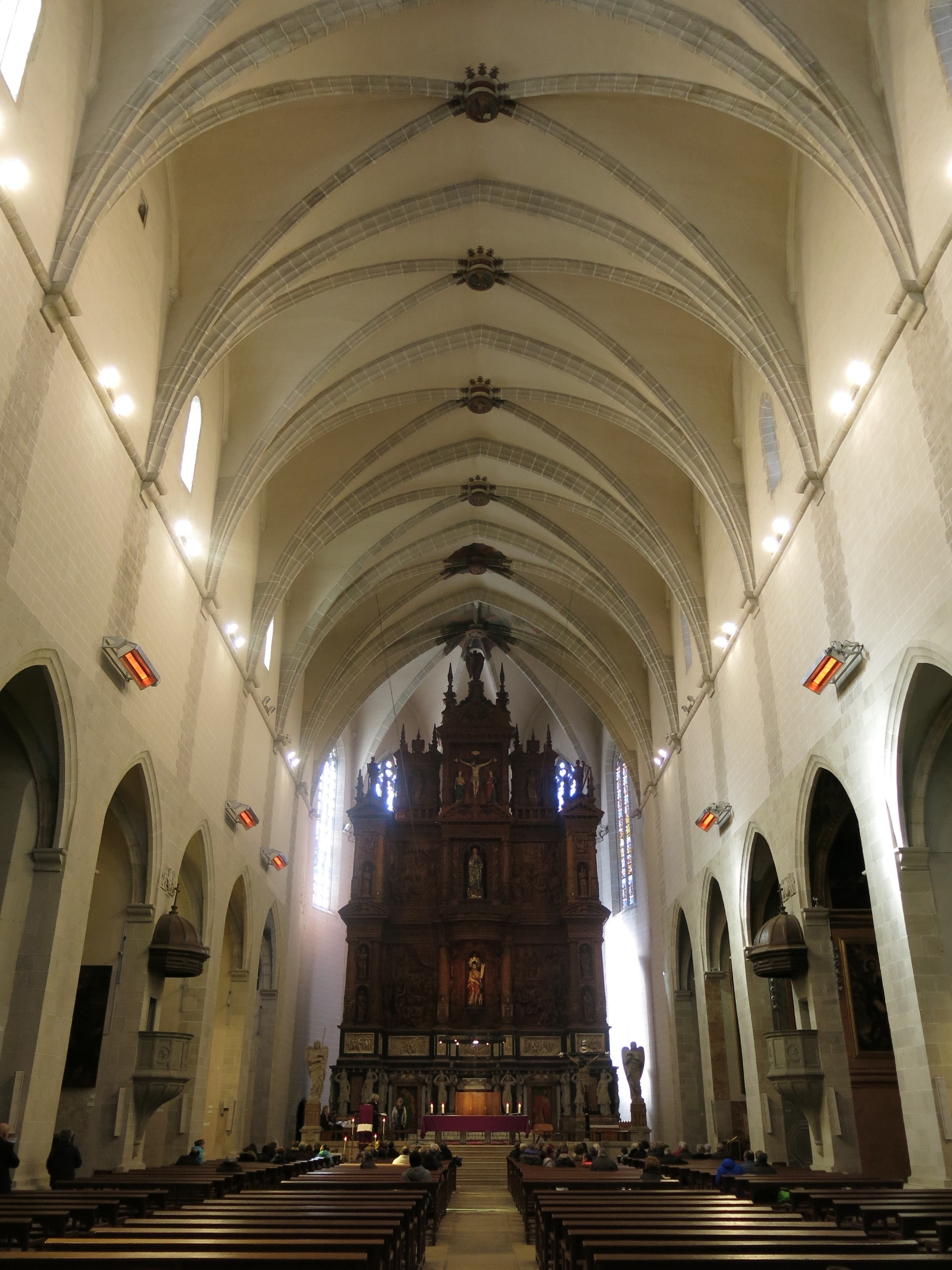
Interior de la nau

La portada té elements renaixentistes envoltant l'arc de mig punt. També hi ha fornícules amb escultures. L'obra és de carreus de pedra.
Destacar el campanar fet de grans carreus ben escairats de pedra blanca de Roda de Berà. Té 74 m d'alçada i la seva estructura és també de ferro, això possibilita que se suporti només sobre tres parets. Està compost per dos cossos sobreposats a una torre octogonal amb finestres ogivals. La porta (falsa) d'arc ogival també, compta amb cinc arquivoltes sense ornamentació que descansen en cinc columnes amb capitell.
Al cambril de la capella de la Mare de Déu dels Dolors hi ha una imatge barroca de la Mare de Déu de la Solitud de Lluís Bonifàs i Massó, datada l'any 1755 i el grup principal de l'antic retaule desaparegut, la Verge de la Pietat i el Crist difunt, esculpits entre el 1776 i el 1781 per Lluís Bonifàs i Massó. A un lateral de la capella hi ha un Crist jacent també atribuït a Lluís Bonifàs.
La capella de la Verge de la Candela és una capella lateral de l'església que data del 1783, construïda en estil neoclàssic. Del retaule de sant Joan es conserva la part inferior, de pedra i marbre, que conté la data de 1617 i hi va treballar l'escultor Agustí Pujol II. Entre 1947 i 1954 es va reconstruir per l'escultor vallenc Josep Busquets. L'església també guarda un grup del Misteri de la davallada de la creu, esculpit el 1776 per Lluís Bonifàs i Massó.

## Història
L'antiga església parroquial ja s'esmenta en una escriptura feta per l'arquebisbe Vilademuls el 1192. Aquesta església estava on ara hi ha el presbiteri de l'actual i s'estenia cap als terrenys de la rectoria. Aquesta data ens mostra l'antiguitat de la parròquia i de la devoció a sant Joan Baptista.

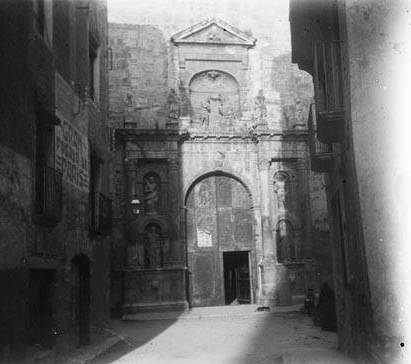
Portal de l'església en una imatge del 1909

Al segle xvi aquesta antiga església parroquial no podia donar cabuda als feligresos els dies de festa. En el Consell que tingué lloc el dia 5 de maig de 1565, solemnitat de la Santíssima Trinitat es va exposar la necessitat de construir la nova església. Es va col·locar la primera pedra el dia 17 de gener de 1570 i l'any 1583 es va acabar de construir.
El campanar de 74 m d'alçada és del 1897, dissenyat per Francesc de Paula del Villar i Carmona. Durant el segle xiii es va construir l'església de Sant Miquel. Era molt a prop de l'església parroquial de Sant Joan Baptista. Avui només en queda l'arc de la porta d'entrada. Durant la guerra civil, va patir la destrucció i profanació del seu interior, sent tirat a terra el seu enorme altar major.